# To Heart
To Heart (トゥハート?, Tu Hāto) è una visual novel giapponese sviluppata dalla Leaf e pubblicata il 23 maggio 1997 per PC. In seguito il titolo è stato convertito per PlayStation, ed è stato aggiunto il doppiaggio. In seguito è stata pubblicata una seconda versione per PC, intitolata To Heart PSE e contenente la versione per PlayStation più un gioco bonus. Da To Heart PSE e dalla versione per PlayStation sono stati rimossi tutti i contenuti erotici.
To Heart è il quinto titolo pubblicato dalla Leaf, ed il terzo ed ultimo nella serie di Visual Novel dell'azienda dopo Shizuku e Kizuato. Il gameplay di To Heart segue una linea narrativa che offre alcuni finali predeterminati in base alle scelte che il giocatore farà durante il gioco. Obiettivo del videogioco è conquistare il cuore di una delle otto protagoniste femminili. Un sequel di To Heart, To Heart 2, è stato distribuito nei negozi il 28 dicembre 2004, direttamente per PlayStation 2. Una speciale confezione contenente To Heart 2 e la conversione per PS2 di To Heart è stata pubblicata lo stesso giorno. La versione originale per PC della visual novel era intitolata To Heart, tuttavia tutte le conversioni successive e l'anime ad esso ispirato hanno cambiato il proprio titolo in ToHeart senza spazi fra le due parole. L'edizione in inglese dell'anime ha tuttavia utilizzato il formato precedente.
To Heart è stato adattato in un anime televisivo di tredici episodi dalla Oriental Light and Magic ed è stato trasmesso fra aprile e giugno 1999. Un secondo anime intitolato To Heart: Remember My Memories, è stato trasmesso fra ottobre e dicembre del 2004. Il primo anime è stato licenziato dalla Right Stuf International per la distribuzione americana. Sono state inoltre prodotte due serie manga, entrambe illustrate da Ukyō Takao e serializzate sulla rivista Dengeki Daioh della MediaWorks. Il primo manga, pubblicato fra ottobre 1997 e dicembre 1999, è ispirato al videogioco originale, mentre il secondo manga, pubblicato fra novembre 2004 e luglio 2005, è ispirato all'anime To Heart: Remember My Memories. Un Drama-CD intitolato Piece of Heart è stato pubblicato nell'ottobre 1999.

## Modalità di gioco
Il gameplay in To Heart richiede poca interazione da parte del videogiocatore dato che la maggior parte del tempo la si passa leggendo i testi che appaiono sullo schermo, e che rappresentano sia i dialoghi fra i vari personaggi, sia i pensieri del protagonista. Di tanto in tanto il giocatore si trova ad un "punto decisionale", in cui gli viene data la possibilità di scegliere fra multiple opzioni per far progredire la trama del gioco. Il periodo di attesa fra i vari punti decisionali è variabile ed ogni volta che vi si arriva il gioco va in pausa, fino a che il giocatore non sceglie la propria opzione. A seconda delle scelte fatte dal giocatore nel corso della partita il gioco può seguire otto diverse linee narrative, una per ognuna delle protagoniste femminili. Per poter vedere tutte e otto le differenti storie, il giocatore ha l'unica possibilità di rigiocare To Heart da capo, ed effettuare scelte differenti.
Nella versione per PlayStation e nell'edizione PSE di To Heart, sono presenti tre minigiochi bonus in cui i personaggi controllati dal giocatore sono mostrati super deformed. Il primo gioco si chiama "Heart to Heart", e prevede ad ogni livello dei combattimenti fra i vari personaggi del videogioco, con attacchi unici per ogni personaggio. È possibile giocare in multiplayer ed è possibile scegliere fra tutti i personaggi di To Heart ad eccezione di Ayaka, Serio e Rio, che però sono sbloccabili completando il gioco in determinate condizioni. Il secondo minigioco, "", è un puzzle in cui il giocatore deve formare delle linee di simboli uguali per eliminarli. Il nome del videogioco riflette i tasti del joypad per PlayStation. Il terzo minigioco è Ojō-sama wa Majō (お嬢様は魔女?), uno sparatutto a scorrimento in cui Serika Kurusugawa è una strega a cavallo di una scopa.

## Personaggi
Hiroyuki Fujita (藤田 浩之?, Fujita Hiroyuki)
Doppiato da Kazuya Ichijō
Hiroyuki è il protagonista maschile di To Heart, controllato dal giocatore nel videogioco originale. Amico d'infanzia di Akari, nel corso di quasi tutte le versioni della storia si innamorerà di lei. Abita da solo, ed è un personaggio molto generoso ed amichevole, benché molto timido quando si tratta di faccende sentimentali.
Akari Kamigishi (神岸 あかり?, Kamigishi Akari)
Doppiata da Ayako Kawasumi
Amica di infanzia di Hiroyuki, Akari è da sempre innamorata del suo migliore amico. Appassionata di orsetti di peluche, Akari è anche un'ottima cuoca ed è membro del club di cucina. Nel videogioco è soltanto uno dei personaggi conquistabili dal giocatore, ma negli adattamenti animati ha un ruolo da protagonista rispetto alle altre ragazze, ed è la narratrice delle vicende. È di natura ottimistica ed entusiasta, oltre che ingenua ed infantile. Soltanto in To Heart: Remember My Memories, il suo personaggio è ritratto in modo più maturo e malinconico.
Shiho Nagaoka (長岡 志保?, Nagaoka Shiho)
Doppiata da Chieko Higuchi
Shiho incontra Akari, Hiroyuki e Masashi durante il primo anno di scuole medie. Più maschiaccio rispetto ad Akari, per tale motivo è spesso in contrasto con Hiroyuki, benché nasconda dentro di sé i suoi sentimenti amorosi per il ragazzo. Fanatica di gossip, tende spesso ad esagerare la realtà.
Multi (マルチ?, Maruchi, (HMX-12))
Doppiata da Yui Horie
Graziosa androide creata dalla Human Maiden, per assolvere le funzioni da cameriera, Multi si comporta in tutto e per tutto come una ragazza umana. Nonostante la sua natura, Multi non è affatto brava nelle faccende domestiche.
Tomoko Hoshina (保科 智子?, Hoshina Tomoko)
Doppiata da Aya Hisakawa
Tomoko è nata a Kōbe e parla il dialetto di Kansai. Presidente di classe, ha una personalità seria e responsabile. Si è dovuta trasferire da Kobe, per via di problemi fra i suoi genitori, che la fanno soffrire molto.
Serika Kurusugawa (来栖川 芹香?, Kurusugawa Serika)
Doppiata da Junko Iwao
Serika è un membro della facoltosa famiglia Kurusagawa, che possiede i laboratori che hanno creato Multi e Serio. Appassionata di occulto, è spesso accompagnata dal suo maggiordomo-guardia del corpo, ed è dotata di modi molto regali.
Ayaka Kurusugawa (来栖川 綾香?, Kurusugawa Ayaka)
Soppiata da Junko Iwao
Sorella minore di Serika, a dispetto dall'evidente somiglianza fisica ha una personalità completamente opposta alla sua, allegra ed espansiva com'è. Artista marziale, frequenta una scuola diversa rispetto agli altri protagonisti della serie.
Lemmy Miyauchi (宮内レミィ?, Miyauchi Remii)
Doppiata da Rumi Kasahara
Metà americana e metà giapponese (il suo nome intero è Lemmy Christopher Helen Miyauchi), è spesso vittima di equivoci dovuti alla sua scarsa conoscenza della lingua giapponese. Membro del club di kyūdō, è l'unico personaggio più alto di Hiroyuki, a cui verso la fine della serie confesserà il proprio amore.
Aoi Matsubara (松原 葵?, Matsubara Aoi)
Doppiata da Mayumi Iizuka
Praticante di una particolare disciplina marziale chiamata "Regole estreme", Aoi è una ragazza estremamente determinata e sicura di se. Considera Ayaka Kurusugawa il suo idolo, in quanto eccellente artista marziale.
Kotone Himekawa (姫川 琴音?, Himekawa Kotone)
Doppiata da Kyoko Hikami
Ragazza dotata di poteri psichici, di cui però non ha il pieno controllo. Ha una cotta per Masashi nella prima serie, ma finirà per innamorarsi di Hiroyuki in Remember My Memories.
Rio Hinayama (雛山 理緒?, Hinayama Rio)
Doppiata da Ikue Ōtani
Nel videogioco Rio può essere sbloccata soltanto dopo aver vinto il gioco con Akari. Passa la maggior parte del proprio tempo in lavoretti part-time ed è una fan accanita degli shojo manga. Anche lei è profondamente innamorata di Hiroyuki.
Masashi Sato (佐藤 雅史?, Satō Masashi)
Doppiato da Sōichirō Hoshi
Masashi è il migliore amico di Hiroyuki, e conosce sia lui Hiroyuki sia Akari dall'infanzia. Giocatore di calcio è dotato di un carattere allegro e amichevole. In To Heart: Remember My Memories ammetterò ad Akari di essere innamorato di lei.
Serio (セリオ? (HMX-13))
Serio è la sorella minore di Multi, ovvero una sua versione tecnologicamente più avanzata benché priva di emozioni. Particolarmente efficace nelle faccende domestiche, Serio finirà per sviluppare emozioni umane, nei confronti di Multi.

## Adattamenti

### Manga
Un adattamento manga del videogioco originale To Heart è stato disegnato da Ukyō Takao e serializzato sulla rivista shōnen manga Dengeki Daioh della MediaWorks' fra ottobre 1997 e dicembre 1999. I capitoli del manga sono stati successivamente raccolti in tre Tankōbon pubblicati sempre dalla MediaWorks. Un manga basato sull'anime To Heart: Remember My Memories sempre disegnato da Takao, è stato pubblicato su Dengeki Daioh fra il novembre 2004 ed il luglio 2005. I capitoli del manga sono stati poi raccolti in un volume unico.

### Anime
Una serie televisiva anime di tredici episodi è stata prodotta dalla Oriental Light and Magic e diretta da Naohito Takahashi, trasmessa in Giappone fra il 1º aprile ed il 24 giugno 1999. In generale, la storia dell'anime ruota intorno al personaggio di Akari Kamigishi e la sua relazione con il protagonista Hiroyuki. Sei brevi bonus sono stati trasmessi dopo alcuni episodi. Questi omake, della durata di circa cinque minuti seguono lo stile e la trama dell'anime in modo umoristico e sono disegnati in stile super deformed.
Un sequel intitolato To Heart: Remember My Memories ed ambientato un anno dopo la conclusione del primo anime è stato trasmesso fra il 2 ottobre ed il 25 dicembre 2004. L'anime fa prendere alla trama una direzione diversa da quella prevista nel videogioco, e denota alcune differenze rispetto a tutti gli altri prodotti del franchise, come il colore dei capelli di alcuni personaggi. Compaiono nella serie le gemelle Himeyuri, presenti nel videogioco e nelle serie animate di To Heart 2, seppure in un breve cameo. L'anime è stato prodotto dall'AIC e Oriental Light and Magic, e diretto da Keitaro Motonaga. Anche in questo caso, sono stati prodotti sette episodi omake intitolati Heart Fighters, ma distribuiti soltanto nell'edizione in DVD della serie. Nell'ultimo di essi compare anche Konomi Yuzuhara, la principale eroina di To Heart 2. A differenza della precedente serie di omake, in questi sette episodi i personaggi sono disegnati nella maniera tradizionale e non super deformed.
Una terza stagione intitolata To Heart 2 è stata prodotta dalla Oriental Light and Magic e diretta da Norihiko Sudō. I tredici episodi di cui consiste la serie sono stati trasmessi fra il 3 ottobre 2005 e il 2 gennaio 2006. Ad essi sono seguiti tre episodi OAV prodotti da Aquaplus e Chaos Project, che seguono una nuova storia originale. Questi tre episodi sono stati pubblicati in DVD fra il 28 febbraio ed il 28 settembre 2007. Una seconda serie OAV di due episodi intitolata To Heart 2: Another Days è stata pubblicata su due DVD, fra il 26 marzo e l'8 agosto 2008.

#### Episodi
| Nº                                          | Titolo italiano Giapponese 「Kanji」 - Rōmaji                                                                                     | In onda           | In onda |
| Nº                                          | Titolo italiano Giapponese 「Kanji」 - Rōmaji                                                                                     | Giapponese        |         |
| To Heart (13 episodi)                       | |                   |         |
| 1                                           | A Brand New Morning 「新しい朝」 - Atarashii Asa                                                                                  | 1º aprile 1999    |         |
| 2                                           | After School Incident 「放課後の出来事」 - Hōkago no Dekigoto                                                                     | 8 aprile 1999     |         |
| 3                                           | In a Sunny Spot 「陽だまりの中」 - Hidamari no Naka                                                                               | 15 aprile 1999    |         |
| 4                                           | Shining Moment 「輝きの瞬間」 - Kagayaki no Shunkan                                                                               | 22 aprile 1999    |         |
| 5                                           | Beneath the Blue Sky 「青い空の下で」 - Aoi Sora no Shita de                                                                      | 29 aprile 1999    |         |
| 6                                           | Admiration 「憧れ」 - Akogare | 6 maggio 1999     |         |
| 7                                           | Wavering Gaze 「揺れるまなざし」 - Yureru Manazashi                                                                               | 13 maggio 1999    |         |
| 8                                           | A Tranquil Time 「おだやかな時刻」 - Odayaka na Jikoku                                                                            | 20 maggio 1999    |         |
| 9                                           | Where The Heart Is 「心の在り処」 - Kokoro no Arika                                                                               | 27 maggio 1999    |         |
| 10                                          | Dreaming Smile 「夢見る笑顔」 - Yumemiru Egao                                                                                     | 3 giugno 1999     |         |
| 11                                          | A Warm Gaze 「ぬくもりの瞳」 - Nukumori no Hitomi                                                                                 | 10 giugno 1999    |         |
| 12                                          | The Season of Emotions 「想いの季節」 - Omoi no Kisetsu                                                                           | 17 giugno 1999    |         |
| 13                                          | On a Day of Snow 「雪の降る日」 - Yuki no Furu Hi                                                                                 | 24 giugno 1999    |         |
| To Heart Omake (6 episodi)                  | |                   |         |
| 1                                           | Usual Morning 「いつもの朝」 - Itsumo no Asa                                                                                      | -                 |         |
| 2                                           | Private Room | -                 |         |
| 3                                           | Hanging Out 「時には一緒に」 - Toki ni wa Issho ni                                                                                | -                 |         |
| 4                                           | Monster Shock | -                 |         |
| 5                                           | Good Story 「ちょっと...イイ話」 - Chotto... Ii Hanashi                                                                           | -                 |         |
| 6                                           | Class has one hundred percent attendance today 「今日は僕らのクラスは全員出席だ」 - Kyō wa Bokura no Kurasu wa Zen'in Shusseki da | 24 giugno 1999    |         |
| To Heart: Remember My Memories (12 episodi) | |                   |         |
| 1                                           | Past and Present 「昔と, 今と」 - Mukashi to, Ima to                                                                              | 9 ottobre 2004    |         |
| 2                                           | And Then, You... 「そして, 君は」 - Soshite, Kimi wa                                                                              | 16 ottobre 2004   |         |
| 3                                           | Strength and Kindness 「強さと, 優しさ」 - Tsuyosa to, Yasashisa                                                                  | 23 ottobre 2004   |         |
| 4                                           | The Wall That Must Be Scaled 「越えるべき壁」 - Koeru Beki Kabe                                                                   | 30 ottobre 2004   |         |
| 5                                           | The City of Memories, the People in Memory 「思い出の街, 思い出の人」 - Omoide no Machi, Omoide no Hito                           | 6 novembre 2004   |         |
| 6                                           | One Person's Wish, Two People's Dream 「一人の願い, 二人の夢」 - Hitori no Negai, Futari no Yume                                  | 13 novembre 2004  |         |
| 7                                           | A Robot's Dream 「ロボットの夢」 - Robotto no Yume                                                                                | 20 novembre 2004  |         |
| 8                                           | Misunderstanding 「すれ違う心」 - Surechigau Kokoro                                                                               | 27 novembre 2004  |         |
| 9                                           | A Long Night 「長い夜」 - Nagai Yoru                                                                                              | 4 dicembre 2004   |         |
| 10                                          | To Understand One Another 「理解りあうために」 - Wakariau Tame ni                                                                 | 11 dicembre 2004  |         |
| 11                                          | My Whereabouts 「わたしの, 居場所」 - Watashi no, Ibasho                                                                          | 18 dicembre 2004  |         |
| 12                                          | To Their Respective Futures 「それぞれの未来へ」 - Sorezore no Mirai e                                                            | 25 dicembre 2004  |         |
| To Heart 2 (TV) (14 episodi)                | |                   |         |
| 1                                           | New Uniform 「新しい制服」 - Atarashii Seifuku                                                                                    | 3 ottobre 2005    |         |
| 2                                           | Childhood Friend 「おさななじみ」 - Osananajimi                                                                                   | 10 ottobre 2005   |         |
| 3                                           | The Small Tea Party 「小さなお茶会」 - Chiisana Ochakai                                                                           | 17 ottobre 2005   |         |
| 4                                           | Bicycle 「自転車」 - Jitensha | 24 ottobre 2005   |         |
| 5                                           | Invitation 「勧誘」 - Kan'yū | 31 ottobre 2005   |         |
| 6                                           | A Charcoal Brazier and a Girl 「七輪と少女」 - Shichirin to Shōjo                                                                 | 7 novembre 2005   |         |
| 7                                           | UFO | 14 novembre 2005  |         |
| 8                                           | Mismatched Feelings 「すれちがう想い」 - Surechigau Omoi                                                                          | 21 novembre 2005  |         |
| 9                                           | Together 「ふたり」 - Futari | 28 novembre 2005  |         |
| 10                                          | Promise 「約束」 - Yakusoku | 5 dicembre 2005   |         |
| 11                                          | Fully Bloomed Double Cherry Blossoms 「満開の八重桜」 - Mankai no Yaezakura                                                       | 12 dicembre 2005  |         |
| 11.5                                        | Special Compilation 「特別編」 - Tokubetsuhen                                                                                     | -                 |         |
| 12                                          | Spring Breeze 「春風」 - Harukaze                                                                                                 | 19 dicembre 2005  |         |
| 13                                          | Start in the Morning 「はじまりの朝」 - Hajimari no Asa                                                                           | 2 gennaio 2006    |         |
| To Heart 2 (OVA) (4 episodi)                | |                   |         |
| 1                                           | The Beginnings of Maid Robot 「メイドロボはじめました」 - Meido Robo Hajimemashita                                                | 28 febbraio 2007  |         |
| Special                                     | Short Story 「ショートストーリー」 - Shōto Sutōrī                                                                                 | 28 febbraio 2007  |         |
| 2                                           | Summer of the Liveliest Sea 「あの夏, 一番騒がしい海」 - Ano Natsu, Ichiban Sawagashii Umi                                        | 27 giugno 2007    |         |
| 3                                           | Everyone's School Festival, A Modest Wish 「みんなの学園祭, ささやかな願い」 - Minna no Gakuensai, Sasayaka na Negai              | 28 settembre 2007 |         |
| To Heart 2 ad (2 episodi)                   | |                   |         |
| 1                                           | The Nail Mark of Memories 「思い出の爪痕」 - Omoide no Tsumeato                                                                   | 26 marzo 2008     |         |
| 2                                           | happy new year | 8 agosto 2008     |         |
| To Heart 2 adplus (2 episodi)               | |                   |         |
| 1                                           | The First Errand 「はじめてのおつかい」 - Hajimete no Otsukai                                                                     | 24 aprile 2009    |         |
| 2                                           | Summer Mood 「サマームード」 - Samā Mūdo                                                                                          | 7 ottobre 2009    |         |
| To Heart 2 adnext (1 episodio)              | |                   |         |
| 1                                           | First Name 「ファーストネイム」 - Fāsuto Neimu                                                                                    | 23 settembre 2010 |         |

#### Colonna sonora
Sigla di apertura
- Feeling Heart cantata da Nakatsukasa Masami (To Heart)
- Daisuki dayo cantata da Naomi Tanisaki (To Heart: Remember My Memories)
- Hello cantata da Haruna Ikeda (To Heart 2)
- Ichibanboshi cantata da Suara (To Heart 2 OAV)
- Niji no Kakehashi cantata da Rena Uehara (To Heart 2Ad)
- Tokimeki cantata da Rena Uehara (To Heart 2 Adnext)

Sigle di chiusura
- Access cantata da SPY (1a sigla di To Heart)
- Yell cantata da Kawasumi Ayako (2a sigla di To Heart)
- Sorezore no Ashita e cantata da Haruna Ikeda (To Heart: Remember My Memories)
- Tomoshibi cantata da Suara (To Heart 2)
- Ichibanboshi cantata da Suara (To Heart 2 OAV)
- Kimi ga Nokoshita Mono cantata da Rena Uehara (To Heart 2Ad)
- Tabidachi cantata da Rena Uehara (To Heart 2 Adnext)

### CD Audio
Un drama-CD basato sull'originale videogioco To Heart ed intitolato Piece of Heart è stato pubblicato il 27 ottobre 1999. Un secondo drama-CD relativo alla seconda stagione dell'anime è stato commercializzato il 26 gennaio 2005.
La sigla di apertura è Brand New Heart, a differenza di Feeling Heart utilizzata in tutte le versioni successive e nell'anime. Un singolo per il gioco, Heart to Heart, è stato pubblicato il 2 luglio 1997. La colonna sonora del videogioco originale è stata pubblicata il 28 maggio 1999. La Leaf ha inoltre pubblicato un album intitolato Leaf Piano Collection Volume 1 nel luglio 2002, contenente brani musicali tratti dalle visual novel dell'azienda riarrangiati per pianoforte. L'album contiene tre brani di To Heart.
La colonna sonora del primo anime, intitolata To Heart: Animation Sound Track è stata pubblicata il 9 luglio 1999. Il CD contiene tutte le musiche utilizzate negli episodi dell'anime, oltre che la sigla di chiusura Yell. Non è contenuta invece la sigla di apertura Feeling Heart, che è invece disponibile sia nel singolo Feeling Heart pubblicato il 2 aprile 1999, che nella colonna sonora del gioco. Un singolo per il secondo anime, Daisuki da yo (大好きだよ?), è stato pubblicato il 25 novembre 2004 e contiene la sigla iniziale e finale dell'anime. La colonna sonora della seconda stagione dell'anime, intitolata To Heart: Remember My Memories Soundtrack & Image Song è stata commercializzata il 23 dicembre 2004. In esso è contenuta anche una image song cantata da Ayako Kawasumi, la doppiatrice di Akari Kamagishi.

### Libri e pubblicazioni
Una guida per il videogioco originale intitolata To Heart Official Guidebook: The Essence of To Heart (トゥハート公式ガイドブック―The essence of To Heart?) è stata pubblicata dalla Enterbrain nel giugno 2000. Il volume conteneva una dettagliata guida passo passo per il videogioco, insieme ad una galleria di immagini tratte dal gioco ed una descrizione dei tre videogiochi bonus contenuti nella versione per PlayStation. Un volume intitolato To Heart Visual Fan Book (To Heart ビジュアルファンブック?) è stato pubblicato dalla MediaWorks e contenente immagini tratte dalla versione PlayStation.